# Glory, Glamour and Gold
Glory, Glamour and Gold é o quarto álbum de estúdio da banda sueca Army of Lovers, lançado no ano de 1994. É o último álbum com a integrante Michaela Dornonville de la Cour.
Foram lançados três singles: "Lit De Parade" - em parceria com a banda Big Money -, que alcançou a décima terceira posição da parada de singles sueca, "Sexual Revolution", que conseguiu uma ótima posição nos charts da Rússia, e "Life Is Fantastic", que não fez um grande sucesso.
O álbum não fez tanto sucesso quantos os anteriores, vendendo aproximadamente um milhão de cópias. Apesar de não ter vendido muito, ele foi bem aceito pelo público e crítica.

## Faixas
1. Hurrah Hurrah Apocalypse (5:33)
2. Sexual Revolution (3:47)
3. Stand Up for Myself (4:02)
4. Lit De Parade (Video Edit) (3:16)
5. Life Is Fantastic (4:04)
6. Mr. Battyman (3:12)
7. C'est Démon (3:34)
8. Shine Like a Star (3:41)
9. You've Come a Long Way Baby (6:07)
10. Ballrooms of Versailles (3:27)
11. Dub Evolution (4:21)
12. Like a Virgin Sacrificed (4:04)
13. Lit De Parade (Radio Edit) (3:27)